# Новоселицький провулок
Новосе́лицький прову́лок — провулок у Печерському районі міста Києва, місцевість Звіринець. Пролягає від Звіринецької вулиці до Новоселицький вулиці.

## Історія
Провулок виник у середині XX століття під назвою Нова вулиця. Сучасна назва — з 1955 року.